# Gant doré

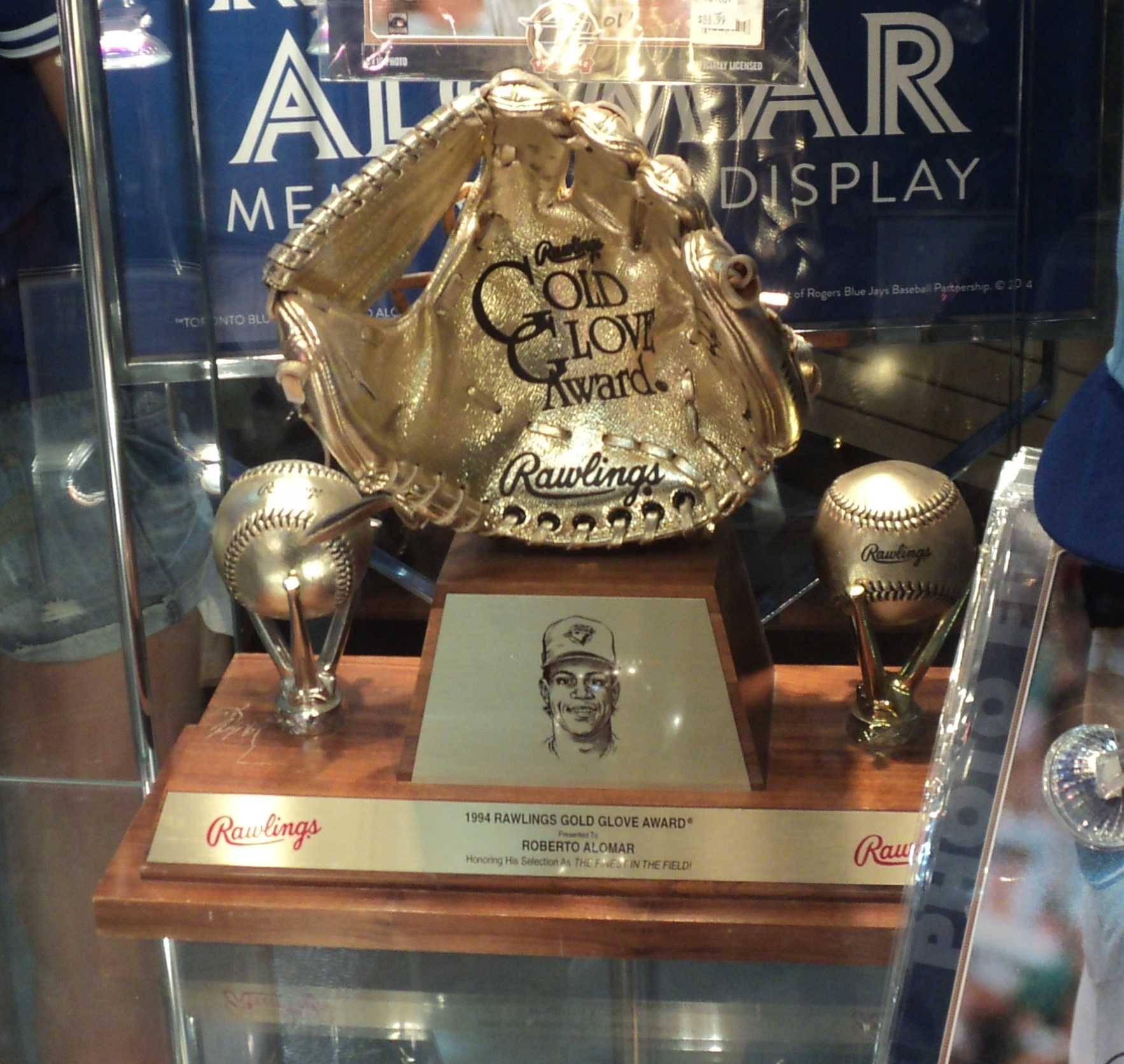
Wikidata

Le Gant doré (anglais : Gold Glove Award) est un prix décerné aux meilleurs joueurs d'une ligue ou d'un championnat de baseball pour leurs qualités défensives.
Dans la Ligue majeure de baseball, 18 gants dorés sont distribués à la fin de chaque saison après un vote des gérants et des instructeurs des équipes de la Ligue. Un gant doré est décerné par position défensive dans la Ligue américaine et dans la Ligue nationale. Les joueurs de champ extérieur sont récompensés quelle que soit leur position sur le terrain (droite, centre ou gauche).
Le prix a été créé en 1957 par l'entreprise Rawlings, fabricant de gants de baseball, pour récompenser les performances défensives des joueurs de la Ligue majeure. Pour la première édition, un seul prix a été attribué pour chaque position sans distinction de ligue. Les votants sont alors les journalistes spécialisé en baseball. L'année suivante, les joueurs sont invités à voter et deux prix sont décernés par position, un pour chaque ligue. En 1965, les modalités de vote deviennent celles en vigueur aujourd'hui (gérants et instructeurs).
Les Gants dorés ont été l'objet de critiques au fil des ans et le choix de certains gagnants remis en question. Les Fielding Bible Awards sont créés en 2005 pour offrir une alternative à ce prix.

## Faits marquants
- En 2007, Greg Maddux remporte son 17e gant doré au poste de lanceur, devançant Jim Kaat qui en a décroché 16 consécutifs de 1962 à 1977 au poste de lanceur.

- Brooks Robinson a reçu 16 gants dorés consécutifs au poste de troisième but de 1960 à 1975. C'est le meilleur total pour un joueur de position.

- Darin Erstad est le seul joueur à avoir gagné un gant doré comme voltigeur (2000 et 2002) et comme joueur de champ intérieur au premier but (2004).

- Les gants dorés sont également distribués au Japon depuis 1972.

## Joueurs qui ont remporté le plus de gants dorés
- Lanceur - Greg Maddux (17)
- Receveur - Iván Rodríguez (11)
- Premier but - Keith Hernandez (11)
- Deuxième but - Roberto Alomar (10)
- Troisième but - Brooks Robinson (16)
- Arrêt court - Ozzie Smith (13)
- Champ extérieur - Roberto Clemente et Willie Mays (12)
- Champ extérieur - Ichiro Suzuki (10)